# كيموارير
كيموارير هي قرية في مقاطعة إلجيو-ماراكويت، كينيا. تقع على طول الطريق بي 54 بين إلدوريت وتينجيس، في الجزء الجنوبي من وادي كيريو وفي منطقة حوض تصريف نهر كيريو. إحدى أقرب القرى هي كابتاجات، وتقع على بُعد 10 كيلومترات غرب كيموارير في المرتفعات. أقرب مدينة أكبر، إلدوريت، تقع على بُعد 50 كيلومترًا غرب كيموارير. انتخابيًا، كيموارير جزء من جناح سوي في دائرة كيو الجنوبية ومجلس مقاطعة كيو.
إنها أكبر قرية في منطقة وادي كيريو. الصناعة الرئيسية في المنطقة هي تعدين الفلورسبار، الذي تديره شركة كينيا للفلورسبار. كيموارير مدينة تعدينية بالفعل، حيث قامت شركة كينيا للفلورسبار ببناء مدارس ومرافق طبية ومساكن.
يوجد في كيموارير مهبط طائرات صغير، في قرية تشيبسيري الصغيرة، شرق كيموارير.